# Christopher S. Kibit
Christopher S. Kibit (* 1960 in Dearborn) ist ein US-amerikanischer Koch und Hochschullehrer, der seit 2001 als Professor an der Northern Michigan University wirkt.

## Leben

### Herkunft und Ausbildung
Er ist halbpolnischer Abstammung und wuchs in Dearborn – einem Vorort von Detroit – auf. In East Lansing studierte er an der Michigan State University und erwarb dort 1982 einen Bachelor of Arts in Hotel- und Restaurantmanagement sowie 1992 einen Master of Arts in Erwachsenen- und Weiterbildung.

### Berufliche Karriere
Kibit ist seit 1976 im Gastronomiegewerbe tätig. Er arbeitete sowohl in Schnellrestaurants, Country Clubs und gehobenen Restaurants als auch für landesweite Hotelketten und Tagungshotels. Darüber hinaus war er in den 1990er Jahren Privatkoch für die Familien von drei Präsidenten der Michigan State University – John A. DiBiaggio, Gordon Guyer und Peter McPherson.
Seit 1990 ist er auf unterschiedlichen Ebenen und in unterschiedlichen Kapazitäten in der Lehre aktiv, beispielsweise am Lansing Community College und im Eaton Intermediate School District. Im August 2001 folgte Kibit einem Ruf an die Northern Michigan University in Marquette. Seitdem lehrt er an deren Abteilung für Technologie und Arbeitswissenschaft (en.: Department of Technology and Occupational Science) als Professor für Gastlichkeit und Tourismusmanagement (en.: hospitality and tourism management). Über seine akademischen Verpflichtungen hinaus rief er eine Kooperation zwischen der Universität und der Marquette Alger Regional Educational Service Agency (MARESA) ins Leben, durch die ein Kochkunstprogramm für High-School-Schüler organisiert werden konnte. Die von Kibit betreuen Teams gewannen mehrfach die „Michigan Junior Chef Challenge“.
Kibit ist Mitglied der American Culinary Federation (ACF) und war Präsident der ACF-Regionalverbände in Lansing sowie Upper Michigan. Letzterer ehrte ihn 2015 als „Chef of the Year“. Die Auszeichnung wird an die Köche verliehen, die „am besten die Qualitäten und Attribute der kontinuierlichen Förderung des Kochberufes sowie der Weiterentwicklung in Bildung und Fachkenntnis personifizieren.“

## Zertifizierungen
- Certified Culinary Educator (CCE; Prüfung durch das Educational Institute der American Culinary Federation)
- Certified Hospitality Educator (CHE; Prüfung durch die Educational Foundation der American Hotel and Resort or Lodging Association)
- Certified Sous Chef (CSC; Prüfung durch die American Culinary Federation)

## Publikationen (Auswahl)
- Deborah Pearce; Christopher S. Kibit: Wild caught and close to home. Selecting and preparing Great Lakes Whitefish. Michigan Sea Grant, 2010, ISBN 978-0-615-42120-9, 64 Seiten.